# Valerij Tokarev
Valerij Ivanovič Tokarev, ruski Валерий Иванович Токарев, (Kapustin Jar, Astrahanska oblast, Rusija, 29. listopada 1952.), ruski kozmonaut.

## Obrazovanje
Magisterij u Državnom upraviteljstvu od Državne ekonomske akademije povezane s ruskom vladom u Moskvi.

## Nagrade
Nagrađen je s titulom "Heroj Ruske Federacije", kao i s drugim ordenima i medaljonima koje dodjeljuje Rusija.

## Iskustvo
1973., Tokarev je diplomirao na Stavropolskoj Višoj Vojnoj školi pilota borbenih zrakoplova. 1982., diplomirao je na Centru za obuku za testne pilote (s odličjima). Tokarev je diplomirao na Yuri A. Gagarin Zrakoplovnoj Akademiji u gradu Monino, Moskovska Regija, i magistrirao Državno upraviteljstvo na Državnoj ekonomskoj akademiji koja je povezana s ruskom vladom u Moskvi.
Tokarev je prvoklasni zrakoplovni pilot i prvoklasni test pilot. Tokarev je stekao vještine i zrakoplovno iskustvo s 44 vrste zrakoplova i helikoptera. Sudjelovao je u testovima četvrte generacije zrakoplova za nosače i mlažnjacima s vertikalnim uzlijetanjem i slijetanjem (Su-27K, MiG-29K, Yak-38M, Su-25UTG), kao i s raketnim i bombaškim mlažnjacima (Su-24M).
1987., Valerij Tokarev je odabran da se pridruži korpusu kozmonauta u testiranju i letu s Buran svemirskom letjelicom. Od 1994., služio je kao zapovjednik skupine kozmonauta aerospace sustava. Od ukidanja Buran programa 1997., Tokarev služi kao pokusni kozmonaut u Yuri A. Gagarin Kozmonautskom Obučnom Centru. Tokarev je letio na STS-96, od 27. svibnja do 6. lipnja 1999. Tokom desetodnevne misije, posada Discovery-a je isporučila četiri tone logistike i zaliha Međunarodnoj svemirskoj postaji u pripremi za dolazak prve posade koja će živjeti na postaji. Misija je obavljena u 153 Zemljine orbite, prešavši 6437376 kilometra u 235 sata i 13 minuta.
Tokarev je prvi zrakoplovni inženjer za posadu Ekspedicije 12 na ISS-u, stižući na postaju pomoću Soyuz TMA-7 letjelice 3. listopada 2005. o odlazeći 6. travnja 2006. s ukupno provedenih 189 dana na misiji. Izveo je dvije svemirske šetnje tokom misije.

## Suradnja s hrvatskim astronomima
Valerij Tokarev je jedan od trojice astronauta koji je najavio dolazak u Split 24. – 26. kolovoza na međunarodni forum "Ljudski boravak u svemiru" koji se održava u sklopu Dalmatinskog Svemirskog Ljeta.

## Vanjske poveznice
- Spacefacts biography of Valery Tokarev
- http://www.kadikoyweb.com/uzay